# BMW X5

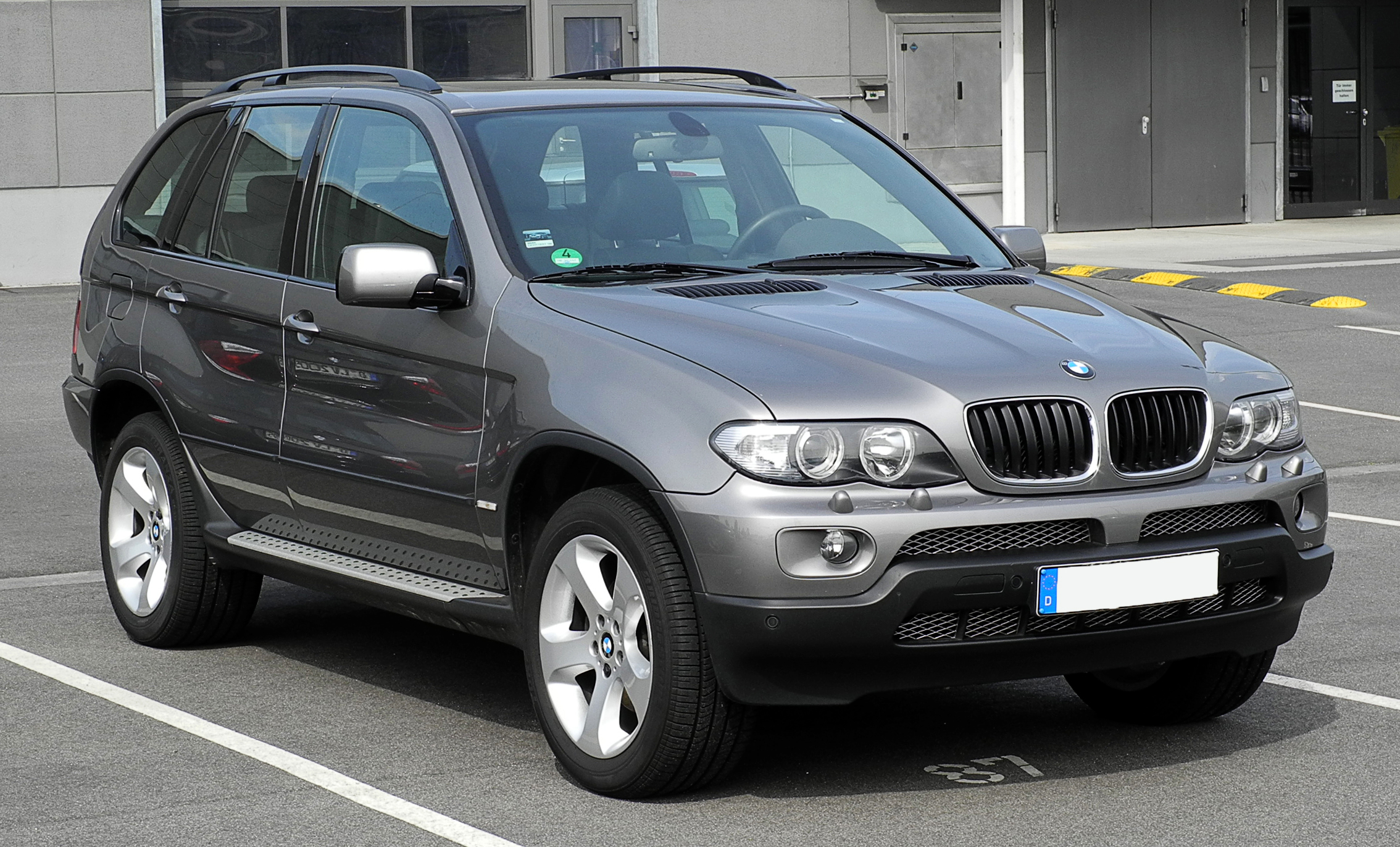
第一代X5(E53)

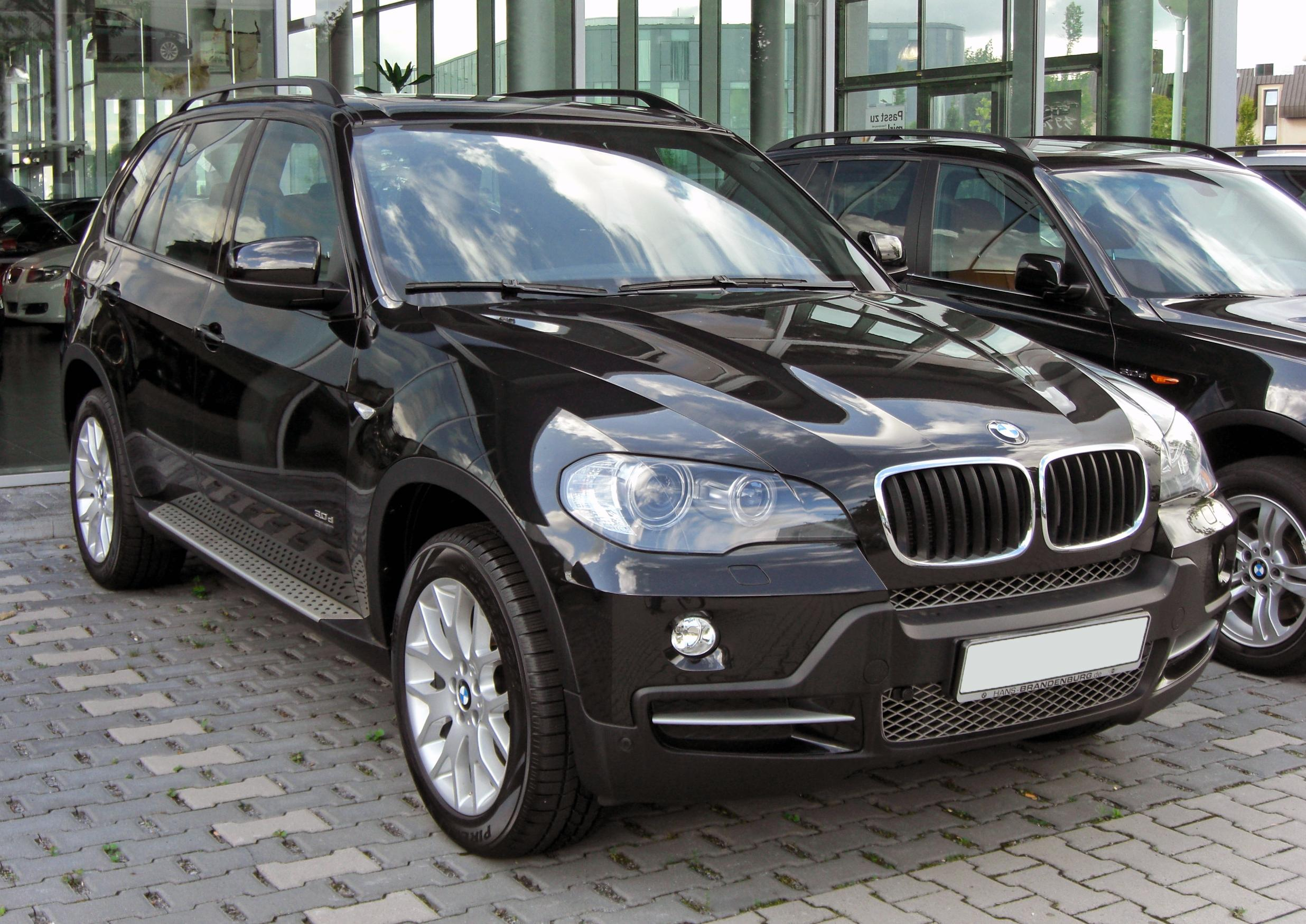
第二代X5(E70)

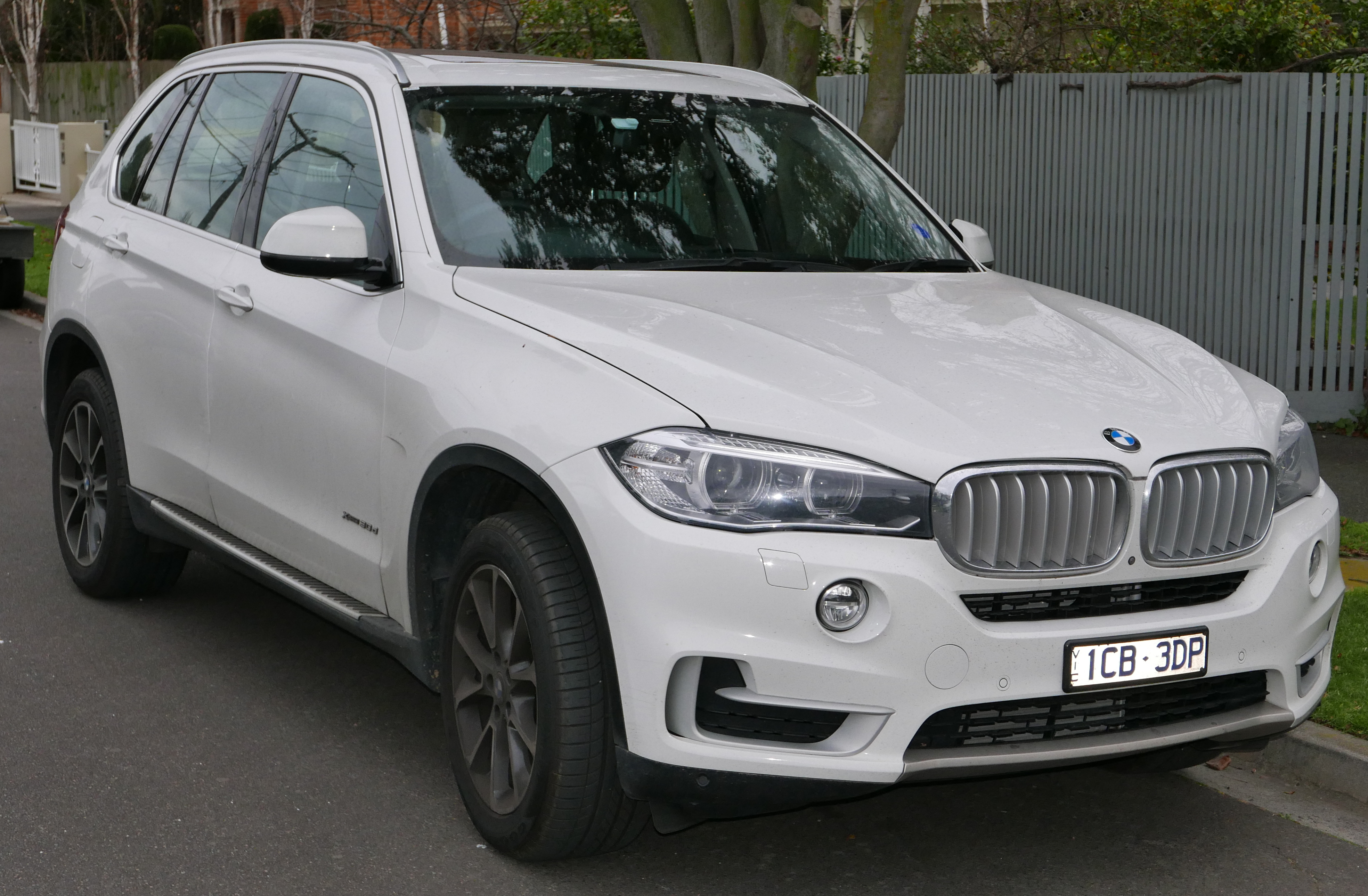
第三代X5(F15)

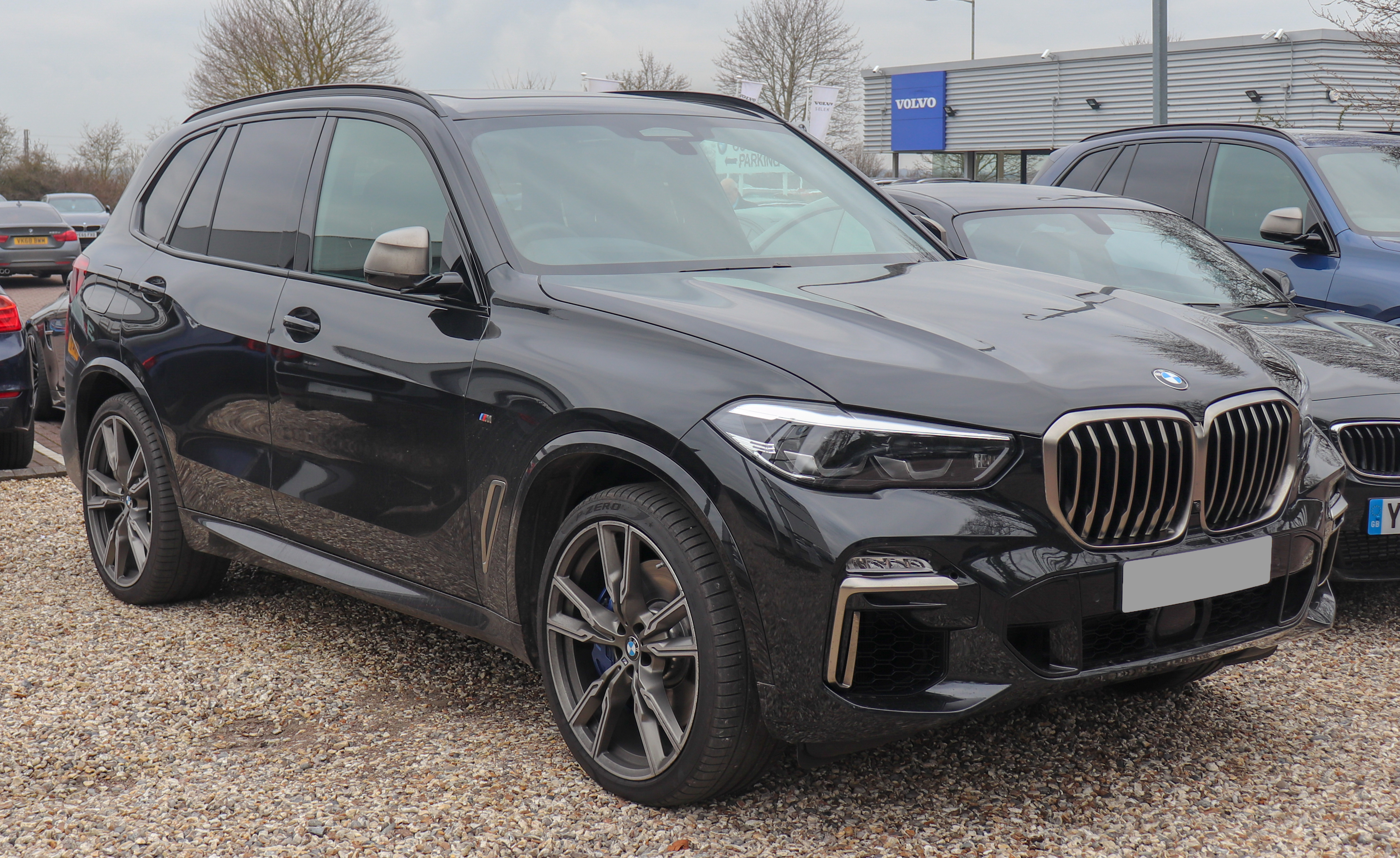
第四代X5(G05)

BMW X5是寶馬自1999年開始銷售的豪華休旅車，官方稱其設計概念為「Sport Activity Vehicle」。特色是四輪驅動，以及配有直列六缸或者V型八缸引擎。第一代X5，代號E53，在1999年首次亮相。 這是寶馬的首款休旅車（運動型多功能車）(在英國也稱為"Four-by-Four" (4x4))。具有四輪驅動。在2006年的推出第二代的X5(E70)，它的 自動變速箱擁有「xDrive智慧型可變四輪傳動系統」。並在2009年推出了X5 M。

## 外部連結
BMW X5台灣官方網站